# Pacores

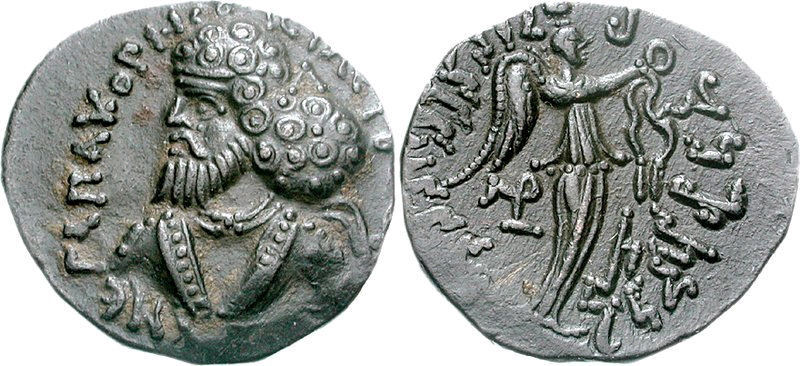
Pakores auf einer Münze, Mitte-Ende 1. n. Chr.

Pacores war ein indo-parthischer König, der um 100 n. Chr. regierte. Er ist der letzte namentlich bekannte indo-parthische Herrscher.
Pacores ist von Münzen bekannt, die in Seistan und Kandahar geprägt wurden. Es handelt sich teilweise um Silberdrachmen. Besonders zahlreich sind seine Tetradrachmen, deren hohe Zahl auf eine längere Regierungszeit schließen mag. Viele seiner Münzen sind Überprägungen des Kuschanherrscher Vima Takto, der demnach vorher oder gleichzeitig regierte.
Nach Pacores scheint noch ein namentlich nicht bekannter Herrscher regiert zu haben, der von seinen Münzprägungen bekannt ist. Danach ist das Indo-Parthische Königreich anscheinend vollkommen von den Kuschan erobert worden.